# Rozvadiv, Mîkolaiiv
Rozvadiv (în ucraineană Розвадів) este o comună în raionul Mîkolaiiv, regiunea Liov, Ucraina, formată numai din satul de reședință.

## Demografie
Componența lingvistică a comunei Rozvadiv
     Ucraineană (99,66%)
     Alte limbi (0,28%)
Conform recensământului din 2001, majoritatea populației comunei Rozvadiv era vorbitoare de ucraineană (99,66%), existând în minoritate și vorbitori de alte limbi.